# Галаченко Олександр Олександрович
Олександр Олександрович Галаченко (нар. 24 січня 1968, Немирів, Вінницька область) — український курортолог, вчений і практик в сфері організації та управління охорони здоров'я. Доктор економічних наук, кандидат медичних наук, професор, Заслужений лікар України, лауреат Державної премії України в галузі науки і техніки.
Директор профспілкового санаторію «Хмільник» (м. Хмільник).
Голова Ради директорів ПрАТ «Укрпрофоздоровниця».

## Життєпис

### Освіта
У 1985 вступив до Вінницького медичного інституту ім. М. І. Пирогова. З 1986 по 1988 — служба у збройних силах. В 1993 закінчив Вінницький медінститут. 
2004 — закінчив Інститут громадського здоров'я Університету Алабами в Бірмінгемі у США. 
2004 — завершив навчання у аспірантурі при кафедрі соціальної медицини та організації охорони здоров’я Вінницького медуніверсистету. 
2007 — закінчив Київський національний торговельно-економічний університет.

### Трудова діяльність
Трудову діяльність розпочав з дитячого санаторію «Сокілець», де працював лікарем неврологом, заступником директора з медичної частини, згодом — головним лікарем.
З 2004 по 2009 — головний лікар санаторію «Авангард» (м. Немирів).
З 2009 року очолює профспілковий санаторій «Хмільник».
Лікар вищої кваліфікаційної категорії з організації та управління охорони здоров’я.

### Науково-педагогічна діяльність
Професор кафедри публічного управління та адміністрування Вінницького державного педагогічного університету імені Михайла Коцюбинського. Викладач кафедри фізичної та реабілітаційної медицини Вінницького національного медуніверситету ім. М.І. Пирогова.
Сфера наукових інтересів: проблеми сталого розвитку курортів, економіка та управління санаторно-курортних закладів, курортологія. Автор 173 публікацій, зокрема монографій, навчально-методичних посібників, патентів на винахід. 
Член редакційних рад фахових журналів «Медична реабілітація, курортологія, фізіотерапія» та «Наукові праці Міжрегіональної Академії управління персоналом. Економічні науки». 
Член спеціалізованої вченої ради з присудження наукового ступеня доктора економічних наук Д 26.142.03.

### Громадсько-політична діяльність
Депутат Вінницької обласної ради (V, VI скликань), голова постійної комісії з питань соціального захисту, зайнятості населення та охорони праці.
Перший віце-президент ГО «Всеукраїнська Асоціація фізичної медицини, реабілітації і курортології». 
Голова Вінницької обласної організації роботодавців туристичних агентств, готелів та санаторно-курортних закладів.
Заступник Голови Федерації профспілок Вінницької області, член Ради Федерації профспілок України.
Заступник Голови громадської ради при Вінницькій обласній раді.

## Нагороди та звання
- Заслужений лікар України (2006)[21]
- Орден «За заслуги» ІІІ ступеня (2012)[22]
- Орден «За заслуги» ІІ ступеня (2015)[23]
- Лауреат Державної премії України в галузі науки і техніки (2020)[24]
- Почесна грамота Кабінету Міністрів України (2008)[1]
- Грамота Верховної Ради України (2008)[1]